# Zoro és Huru

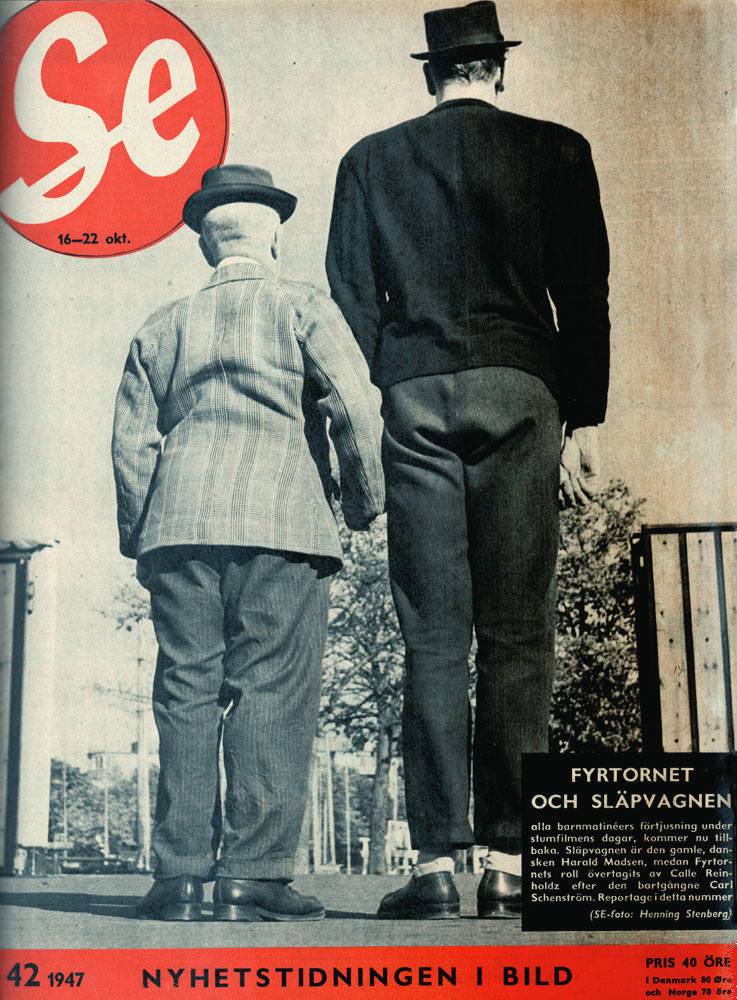
Zoro és Huru a svéd Se magazin címlapján (1947).

Zoro és Huru (eredetileg: Fyrtårnet og Bivognen, röviden: Fy og Bi) egy dán filmkomikus páros, a hórihorgas, sovány, lógó bajszú Carl Schenstrøm (1881–1942) (Zoro), valamint az alacsony, kövér alkatú Harald Madsen (1890–1949) (Huru) Magyarországon elterjedt művészneve volt. Gyakran emlegették őket összevont néven, Zoro-Huru változatban.

## Történetük
1921-ben Lau Lauritzen dán filmrendezőnek támadt az az ötlete, hogy Don Quijote és szolgája, Sancho Panza alakjára összehozzon egy erősen eltérő külsejű párost. Egymás mellé állítva azonban a két színész megjelenése komikus lett, így végül is csavargókat alakítva debütáltak 1921-ben Lauritzen Film, Flirt og Forlovelse című burleszkfilmjében, amit mintegy 30 további közös munka követett a rendezővel.
A szegénysorból származó színészpáros 1940-ig több mint 50 filmvígjátékban, elsősorban némafilmekben szerepeltek; közülük tizenhármat külföldön, Svédországban, Németországban, Ausztriában és Angliában forgattak. Fénykoruk a burleszk hőskorára, az 1920-as évekre esett, ekkortájt a komikuspáros alkotásai számítottak a dán filmművészet első számú exportcikkének. A társadalomba beilleszkedni képtelen csavargók figurájáról idővel váltottak, s lett belőlük „úr és szolga”, „rabló és pandúr”. Lau Lauritzen 1926-ban Spanyolországban leforgatta velük Cervantes Don Quijote-ját is, azonban különösebb siker nélkül, mert a közönség a regény tragédiája helyett inkább a nevettető páros csetlés-botlásaira lett volna kíváncsi.
Óriási sikerük titka lényegében ugyanaz, mint Robin Hoodé: a kisembereket képviselik, akik szembeszállnak a hatalmasságokkal és nevetségessé teszik azokat; mindez a nagy gazdasági világválság idején kedvező fogadtatásra talált. A filmek népszerűségét és közkedveltségét – ezáltal a kasszasikert – két további tényező is emelte. A két főszereplő mellett bájos, a kor szépségideálját képviselő női szereplők egész sorát vonultatták fel. A forgatások nagy része csodás skandináv helyszíneken történt.
A két színész többször is megpróbált kitörni a skatulyából, azonban közös sikereiket külön-külön nem tudták megismételni; többnyire szerelmes filmek mellékszereplőiként dolgozhattak, így kénytelenek voltak visszatérni a pároshoz. Noha a hangosfilm térhódításával a burleszkpáros népszerűsége csökkent, alakjuk más művészeti formákban élt tovább: gyakran lehetett találkozni nevükkel kabarékban, revükben, cirkuszokban (például Cserkaszov és társainak varietészáma), vagy francia nyelvterületen képregény formájában.
A némafilmes korszak első nevettető párosának világhíressé vált alakja és játéka ihletően hatott az 1927-ben összeállt amerikai Stan és Pan párosra.
Nevük országonként más és más volt: Dániában Fyrtårnet og Bivognen (szó szerint Világítótorony és Oldalkocsi), illetve Fy og Bi, Svédországban „Fyrtornet och Släpvagnen”, Norvégiában „Telegrafstolpen og Tilhenger'n”, Finnországban „Majakka ja Perävaunu”, Franciaországban „Doublepatte et Patachon”, Hollandiában „Watt en Halfwatt”, Olaszországban „Y e X” vagy „Il longo e Il corto”, az Egyesült Királyságban „Long & Short”, míg az Amerikai Egyesült Államokban, ahol csupán néhány filmjük volt látható, „Ole & Axel”  párosként szerepeltek. A világ legtöbb országában német nevükön – „Pat und Patachon” – ismertek.
Az 1937-ben Németországban forgatott Zoro és Huru a Paradicsomban című nagyjátékfilmjüknek magyar vonatkozása is van: a film rendezőasszisztense Cziffra Géza, díszlettervezője Vincze Márton volt, a mellékszereplők között pedig megtalálható Halmay Tibor és Sárosy Andor.
Alakjukat Mándy Iván is megidézi a Zoro halála című novellájában.

## Fontosabb filmjeik
- Film, flirt og forlovelse (1921)
- Landsvägsriddare (A két közvitéz) (1921)
- Han, hun og Hamlet (1922)
- Landligger - Idyl - Vandgang (1922)
- Sol, sommer og studiner (1922)
- Mellem muntre musikanter (1923)
- Kan Kærlighed kureres? (1922)
- Blandt byens børn (1923)
- Vore venners vinter (1923)
- Daarskab, dyd og driverter (A strand fotográfusai ) (1923)
- Professor Petersens Plejebørn (Álcsempészek) (1924)
- Lille Lise letpaataa (1924)
- Ole Opfinders offer (A két molnár legény) (1924)
- Raske Riviera Rejsende (Aranyásók a Riviérán) (1924)
- Grønkøbings glade gavtyve (1925)
- Polis Paulus' påskasmäll (1925)
- Takt, tone og tosser (1925)
- Ulvejægerne (1926)
- Dødsbokseren (1926)
- Don Quixote (Don Quijote) (1926)
- Lykkehjulet (1926)
- Vester Vov-Vov (1927)
- Pat und Patachon als Schwiegersöhne (Zoro és Huru mint vőlegények) (1927)
- Tordenstenene (Kaland a bombagyárban) (1927)
- Filmens helte (1928)
- Kongen af Pelikanien (1928)
- Cocktails (1928)
- Kraft og skønhed (Erő és szépség) (1928)
- Højt paa en kvist (1929)
- Hallo! Afrika forude! (Dzsungelben és a kannibálok között) (1929)
- Kys, klap og kommers (1929)
- The Rocket Bus (A két varázsló) (1929)
- 1000 Worte deutsch (1930)
- Hr. Tell og Søn (Tell Vilmos és fia) (1930)
- Pas paa pigerne (Zoro és Huru a nőcsábászok) (1930)
- Fy og Bi i Kantonnement (1931)
- Krudt med knald (1931)
- Han, hun og Hamlet (Tengerre Zoro Huru!)[7] (1932)
- Lumpenkavaliere (1932)
- Med fuld musik (1933)
- Zirkus Saran (A cirkusz hősei) (1935)
- Blinde Passagiere (1936)
- Mädchenräuber (1936)
- Bleka greven (1937)
- Pat und Patachon im Paradies (Zoro és Huru a Paradicsomban) (1937)
- I de gode, gamle dage (1940)

## Fordítás
- Ez a szócikk részben vagy egészben  a   Fyrtårnet og Bivognen című dán Wikipédia-szócikk ezen változatának fordításán alapul.  Az eredeti cikk szerkesztőit annak laptörténete sorolja fel. Ez a jelzés csupán a megfogalmazás eredetét és a szerzői jogokat jelzi, nem szolgál a cikkben szereplő információk forrásmegjelöléseként.